# واسازی
واسازی، شالوده‌شکنی، بن‌فکنی یا ساخت‌گشایی (به فرانسوی: Déconstruction) نوعی خوانش متن است که در آن کوشیده می‌شود پیش‌فرض‌های داخل یک متن کشف شود.
ساخت‌گشایی از نظریات زبانی-فلسفی جدید آمده‌است که با حوزه فلسفهٔ پساساختارگرایی و پسانوگرایی (پست مدرنیسم) در ارتباط است. این واژه گاه به ساختارشکنی و ساخت شکنی نیز ترجمه شده‌است.
اصطلاح Déconstruction را فیلسوف معاصر فرانسه ژاک دریدا با مفهومی نه چندان صریح برساخت. دریدا با واسازی که وجه دیگر نقدِ متافیزیک است، می‌خواهد با «اوراق کردن» ساختارها، در حقیقت، «کشف حجاب» کند (به مفهوم Alétheia یونانی – هایدگری) و در این مسیر، خاستگاه و نقش «مرکز» مقتدر، مسلط و متعالی را در ساختارمندی خودِ ساختار آشکار سازد. از این رو واسازی دریدایی هرگز مفهوم منفی نابود کردن و خراب کردن را با خود حمل نمی‌کند.

## پیشینه
اصطلاح Déconstruction را فیلسوف معاصر فرانسه ژاک دریدا با مفهومی نه چندان صریح برساخت. این اصطلاح از قبل در زبان فرانسه بوده‌است و دریدا بسط و کاربردهای متفاوت‌تری برای آن ایجاد کرده که در بخش‌های دیگر این نوشته به مفهوم این اصطلاح و کارکرد زبانی-فلسفی آن اشاره خواهد شد.
بحث اصلی دریدا از اینجا شروع می‌شود که می‌گوید در تاریخ بشر همیشه دوگانگی‌ها و دوقطبی‌هایی وجود داشته‌است؛ مثل دوگانگی جوهر و عرض، علت و معلول، زن و مرد، آسمان و زمین، مکتوب و شفاهی و … که اینها اساس تفکر بشر هستند. در فلسفه‌های مختلف، این دوگانگی‌ها شالوده تفکر را تشکیل می‌دهند و هر فلسفه‌ای یکی از این دوگانگی‌ها را پذیرفته‌است؛ بنابراین دوگانگی‌ها وجود دارد. اما دریدا می‌گوید بشر باید به مقامی برسد که از این دوگانگی‌ها آزاد شود. چرا فلسفه در عصر جدید نتوانسته پیشرفت کند؟ چون اسیر این دوگانگی‌ها بوده و همه چیز را در قالب علت و معلول، ماده و غیر ماده، جوهر و عرض و امثال اینها می‌بیند.

## ساخت‌گشایی از نظر دریدا
دریدا با ساخت‌گشایی که وجه دیگر نقدِ متافیزیک است، می‌خواهد با «اوراق کردن» ساختارها، در حقیقت، «کشف حجاب» کند (به مفهوم Alétheia یونانی – هایدگری) و در این مسیر، خاستگاه و نقش «مرکز» مقتدر، مسلط و متعالی را در ساختارمندی خودِ ساختار آشکار کند. از این رو واسازی دریدایی هرگز مفهوم منفی نابود کردن و خراب کردن را با خود حمل نمی‌کند. او در کتاب تأثیرگذار خود با عنوان در باب نوشتارشناسی (۱۹۶۷)، اعلام می‌کند که هدف از واسازی، اوراق کردنِ ساختارهای معنایی به منظور آشکار کردنِ مبانیِ آن‌ها، و نیز افزایش مفاهیمِ عینیت و خودمختاریِ زبانی در مقام مفاهیمی برساخته است. در این چارچوب، خود ایده درک مشکوک بوده و تفسیر هر متن به تولید متن‌های بیشتری می‌انجامد.

## در ادبیات
با این‌که نوشتار مورد نظر دریدا در جایی جز متون عرفانی و ادبی، به‌ویژه متون ادبی مدرن که بر نفی قیود حاکم بر گفتار عرفی استوارند، محقق نمی‌گردد، ساخت‌گشایی دریدا نظریه‌ای نه در باب ادبیات بلکه نظریه‌ای عام بر تمامیت زبان است، خواه ادبی، خواه فلسفی، خواه گفتار یا نوشتار. هدف دریدا در هر حال، در نظر آوردن زبان بدون نویسنده و نیت خاص اوست، صرف‌نظر از این‌که چنین مرگی برای نویسنده معنی داشته باشد یا خیر. بدین ترتیب، مفهوم دیگر ساخت‌گشایی، در این‌جا خود را آشکار می‌کند؛ به سخن آوردن متن، به گونه‌ای که بر خلاف نیت نویسنده سخن بگوید. یا به عبارت بهتر، واسازی گفتمان فلسفی با تکیه بر مفاهیم اساسی خودِ متن. دریدا با این روش آثار کلیدی فلسفهٔ غرب را می‌خواند و در همهٔ آن‌ها به دنبال نیرویی است که واسازی نیت نویسنده را به دنبال دارد.

## ساخت‌گشایی در معماری و هنرهای تجسمی
با همه‌گیری فلسفه پست مدرن اصطلاح واسازی از مراکز اولیه خود فاصله گرفت و حتی بر خلاف گفته‌ها و نظریات خود دریدا در مواردی تبدیل به یک سبک شد؛ مثلاً در معماری ساخت‌گشایی یکی از سبک‌های جدید به‌شمار می‌رود. در این سبک از معماری، معمار به شیئی تقریباً فاقد حجم مشخص طرحی معماری می‌دهد. مانند این که شما بخواهید از فرم کاغذ مچاله، یک ساختمان برای موزه هنرهای تجسمی خلق کنید.

## ترجمه‌ها
واژه «ساختار» قبلاً در ترجمه «Structure» و در کلماتی مانند ساختارگرایی یا پساساختارگرایی به کار رفته بود، بنابراین استفاده از واژهٔ ساختارشکنی به عنوان معادل فارسی این اصطلاح سریعاً منسوخ شد.